# Vampire (Achterbahn)
Vampire im Chessington World of Adventures (Chessington, Greater London, UK) ist eine Stahlachterbahn vom Typ Suspended Coaster des Herstellers Arrow Dynamics, die am 11. April 1990 eröffnet wurde.

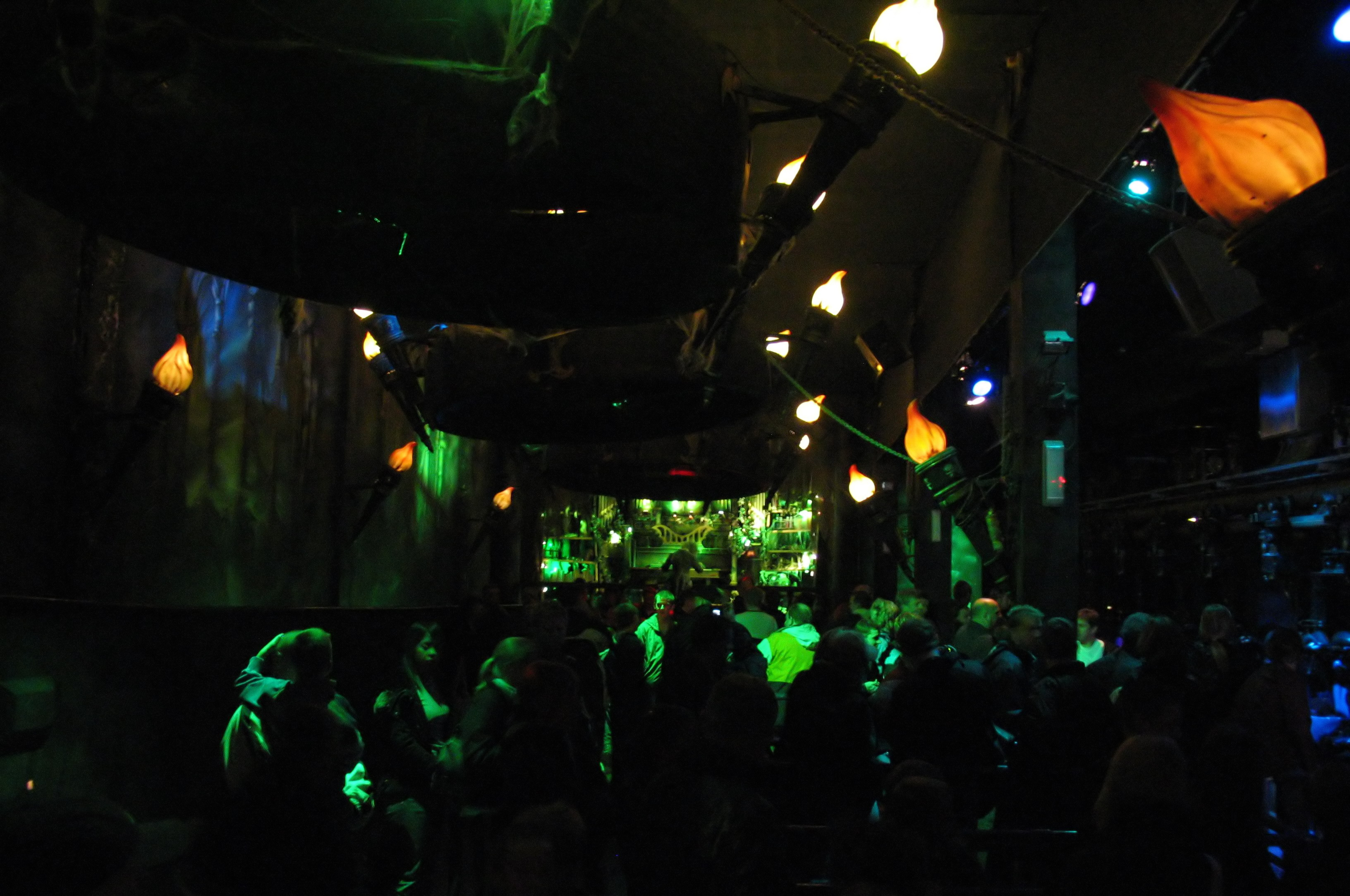
Die Station von Vampire

2001 wurde die Bahn renoviert, wodurch, neben ein paar Änderungen an den Schienen, auch die Züge ausgetauscht wurden. Am 17. April 2002 eröffnete die Bahn dann neu. Insgesamt sind 670,6 m Strecke verbaut und die Züge erreichen eine Höchstgeschwindigkeit von 72,4 km/h.

## Züge
Vampire besitzt drei Züge von Vekoma mit jeweils zwölf Wagen. Es sind die gleichen Züge, die auch beim Swinging Suspended Family Coaster Modell des Herstellers zum Einsatz kommen. In jedem Wagen können zwei Personen (eine Reihe) Platz nehmen. Als Rückhaltesystem kommen Schulterbügel zum Einsatz. Die Fahrgäste müssen mindestens 1,10 m groß sein, um mitfahren zu dürfen und mindestens 1,30 m um alleine ohne Anwesenheit eines Erwachsenen fahren zu dürfen.
Ursprünglich besaß Vampire Züge, deren Wagen unten geschlossen waren, d. h. die Beine der Fahrgästen waren im Wagen. Die neuen Züge sind bodenlos, sodass die Beine frei in der Luft hängen.